# Chefren
Chefren (z gr.; egip. Cha-ef-re – „Niechaj Re objawia się w chwale”), u Herodota Chephren, u Diodora Chabryes – władca starożytnego Egiptu z IV dynastii, z okresu Starego Państwa.

## Lata panowania
- 2572-2546 p.n.e. (Kwiatkowski)
- 2570-2530 p.n.e. (Schneider)
- 2520-2494 p.n.e. (Tiradritti, De Luca)

Według Kanonu Turyńskiego panował 10 lat, Maneton przyznaje mu 66 lat rządów, a Herodot i Diodor Sycylijski piszą o panowaniu ponad 50-letnim, przy czym nazywają go bratem i następcą Cheopsa. Liczby te są zwykle poprawiane na 26 lat (Helck, von Beckerath).

## Rodzina

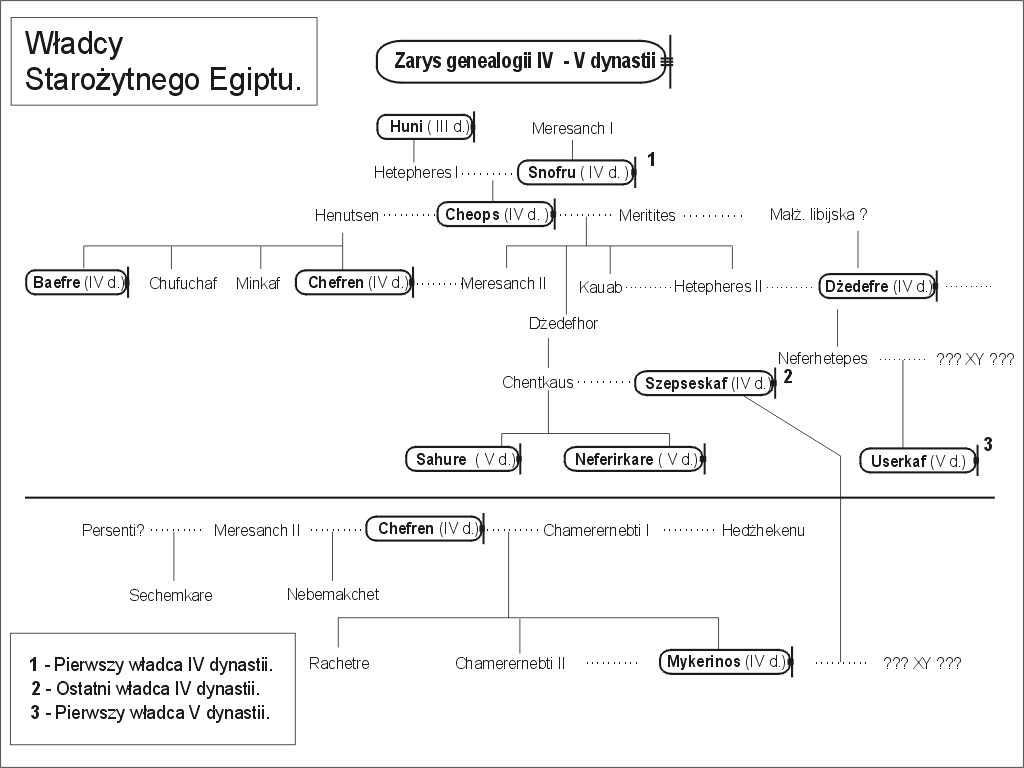
Zarys genealogii IV i V dynastii

Syn Cheopsa i prawdopodobnie królowej Henutsen.
Jego żonami były:
- Meresanch III
- Chamerernebti I
- Hedżhekenu
- Per(senti)

Niektóre dzieci:
- Chamerernebti II
- Hemetre
- Rechetre
- Szepsesetkau
- Menkaure
- Nikare
- Anchemre
- Niuserre
- Sechemkare

## Działalność
Objął władzę po krótkim panowaniu starszego, przyrodniego brata Dżedefre. Wraz z nim powróciła do władzy starsza gałąź dynastii. Jego panowanie często określane jest jako okres szczytu potęgi IV dynastii i Starego Państwa, chociaż nie mamy o nim większych informacji. Do jego osiągnięć należało zdobycie Nubii i rozwinięcie kontaktów z Eblą i Byblos.
Zachowały się pamiątki po kapłanach kultu grobowego Chefrena do Pierwszego Okresu Przejściowego, a potem z czasów panowania XXVI dynastii. Z czasów IV i V dynastii zachowały się nazwy 51 domen gospodarczych na rzecz kultu pośmiertnego Chefrena. Jako syn Cheopsa Chefren pojawia się na Papirusie Westcar.

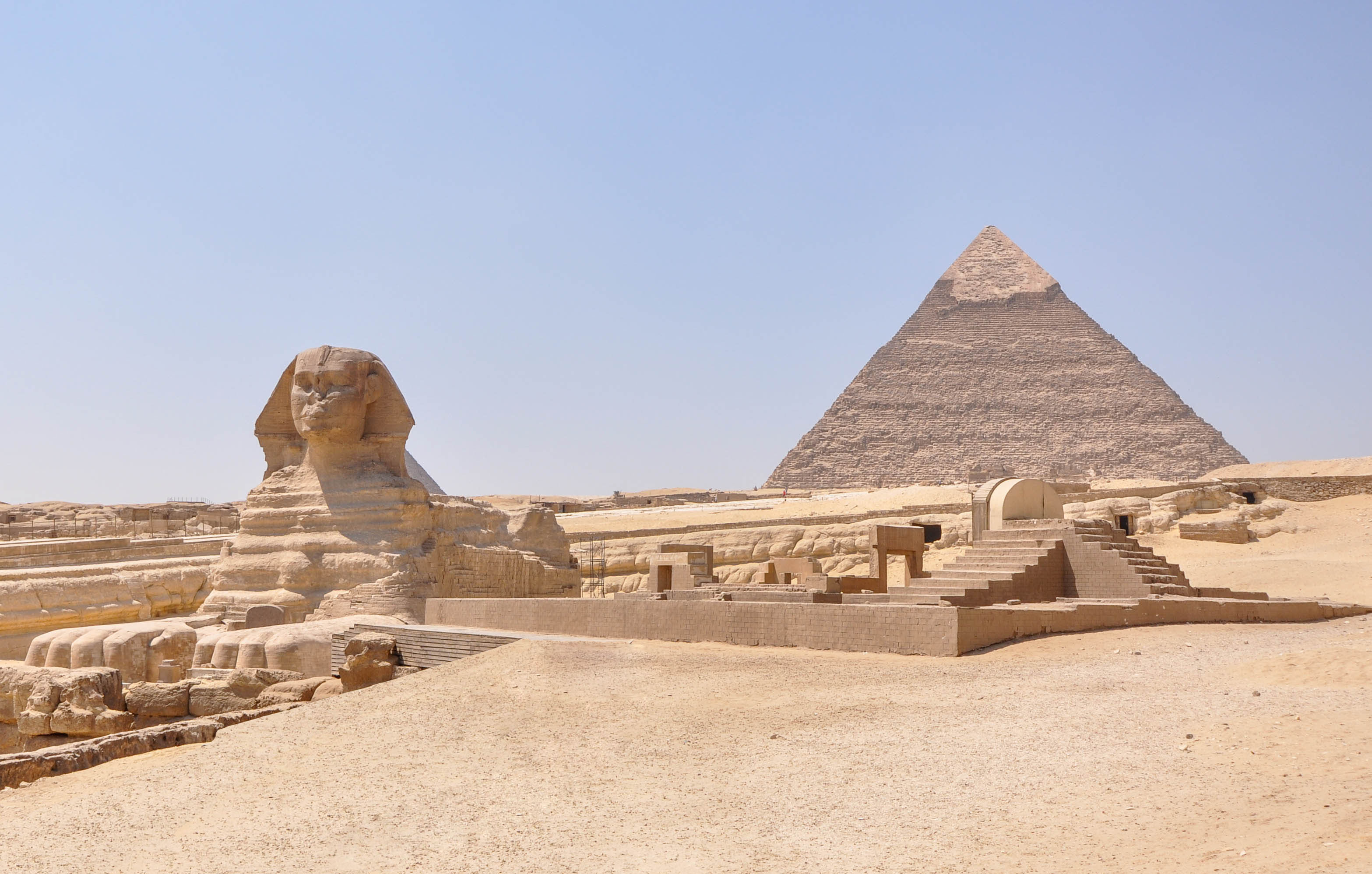
Piramida Chefrena oraz Wielki Sfinks z głową tego faraona

## Kompleks grobowy
Swój kompleks grobowy wybudował na południowy zachód od kompleksu grobowego swego ojca, na płaskowyżu w Gizie. Jego piramida, której nazwa brzmi Chefren-jest-Wielki, jest drugą co do wielkości piramidą zbudowaną w Egipcie i jedyną, na której w górnej części zachowała się spora część wapiennego oblicowania. 
W skład kompleksu grobowego wchodzi oprócz piramidy świątynia górna, dromos i świątynia dolna, tzw. Świątynia Sfinksa, i sam Wielki Sfinks, który powstał z polecenia Chefrena. Został wyrzeźbiony i wybudowany z ogromnego bloku skalnego, pozostałego po budowie kompleksu grobowego Cheopsa. Sfinks przedstawia leżącego lwa z głową Chefrena w nemes jako wcielenie Atuma. Ma to następującą wymowę: Chefren jest Żywym obrazem Atuma, co zapisuje się przy pomocy hieroglifu przedstawiającego właśnie sfinksa.